# Reuleauxův trojúhelník

Reuleauxův trojúhelník

Reuleauxův trojúhelník je rovinný útvar, který vznikne protnutím tří kružnic, jež mají každá střed v místě, kde se zbylé dvě dotýkají. Jeho okraj tvoří křivka s konstantní šířkou, nejjednodušší a nejznámější taková křivka po kružnici samotné. Každý bod jedné strany má konstantní vzdálenost od protějšího vrcholu. Jeho prostorovou obdobou je Reuleauxův tetraedr.

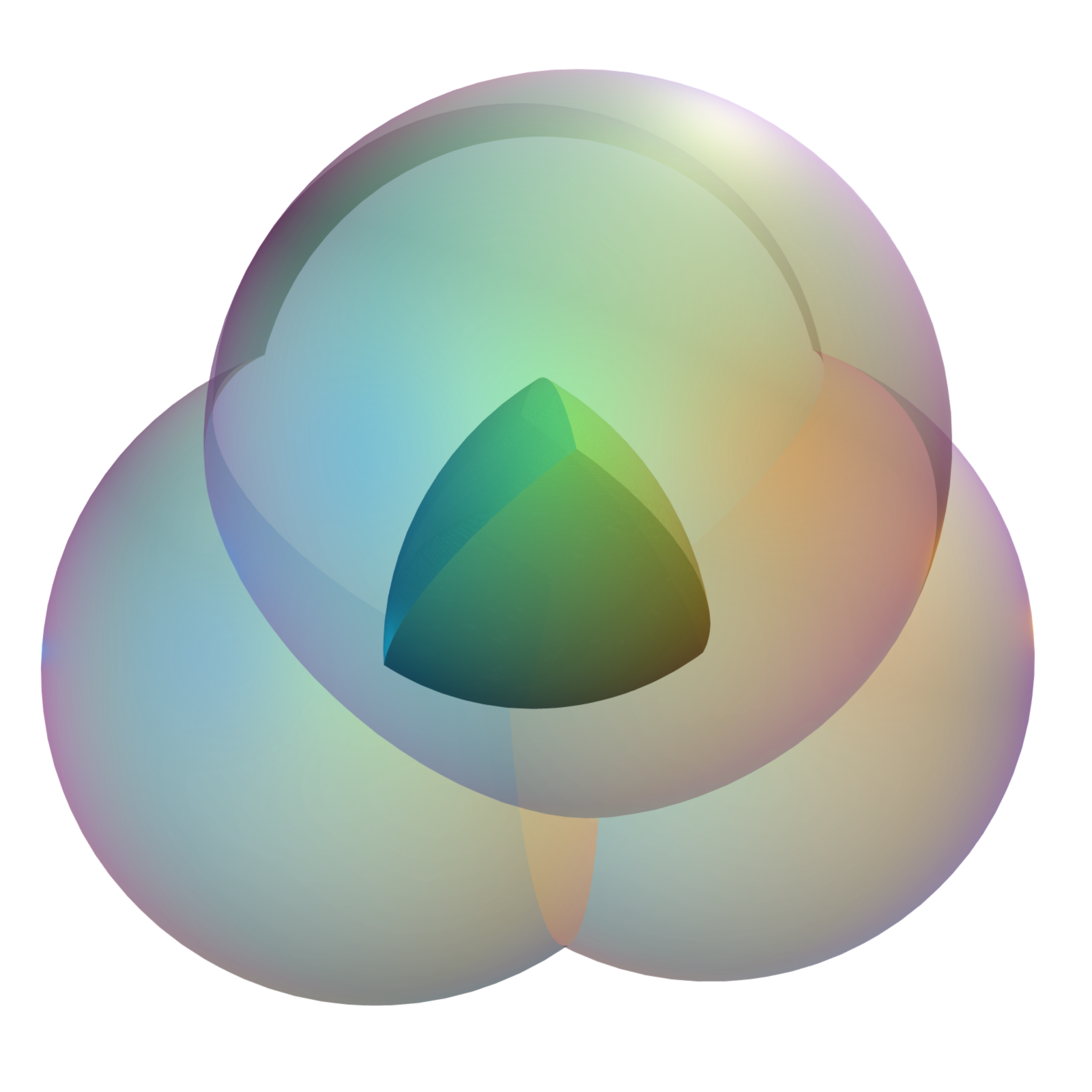
Reuleauxův tetraedr

Reuleauxův trojúhelník nese jméno po Franzi Reuleauxovi, německém inženýrovi z 19. století. Tyto tvary však byly známy již dávno před ním, byly například využity gotickými architekty při navrhování kostelních oken či Leonardem da Vincim pro mapová zobrazení.

## Vlastnosti

Konstantní šířka

Nejzásadnější matematickou vlastností Reuleauxova trojúhelníku je jeho konstantní šířka. To znamená, že všechny body každé ze stran mají stejnou vzdálenost od protějšího vrcholu.
Prvním matematikem, který popsal křivky konstantní šířky a určil, že Reuleauxův trojúhelník je jednou z nich, mohl být Leonhard Euler ve své práci De curvis triangularibus, kterou napsal roku 1771 a publikoval roku 1781.
Dle Blaschkeovy–Lebesgueovy věty má Reuleauxův trojúhelník ze všech křivek konstantní šířky nejmenší možný obsah, který je roven
{\displaystyle {\frac {1}{2}}(\pi -{\sqrt {3}})s^{2}\approx 0.70477s^{2},}
kde {\displaystyle s} je konstantní šířka. Pro porovnání, křivka konstantní šířky s největším obsahem je kruh, jehož obsah je
{\displaystyle \pi s^{2}/4\approx 0.78540s^{2}}.
Reuleauxův trojúhelník má u svých vrcholů nejmenší možný úhel pro křivky konstantní šířky, a to 120°.
Ze všech křivek konstantní šířky lze Reuleauxovu trojúhelníku vepsat největší i nejmenší rovnostranný trojúhelník. Největší je ten, jehož vrcholy jsou totožné s vrcholy samotného Reuleauxova trojúhelníku. Nejmenší je ten, který spojuje středy jeho stran.

### Rotace uvnitř čtverce

Rotace Reuleauxova trojúhelníku uvnitř čtverce; zobrazena je také křivka, kterou v průběhu rotace opisuje střed trojúhelníku

Jakákoliv křivka konstantní šířky může tvořit rotor uvnitř čtverce. To znamená, že může provést úplnou rotaci ve čtverci, po celou dobu rotace je celým svým obsahem uvnitř čtverce a neustále se dotýká všech čtyř stran čtverce. Reuleauxův trojúhelník je rotorem s nejmenším možným obsahem. V průběhu rotace nezůstává osa v jediném bodě, ale opisuje křivku tvořenou částmi oblouků čtyř elips. Kvůli tomu, že úhel u vrcholů Reuleauxova trojúhelníku je 120°, nemůže při rotaci dosáhnout některých bodů u vrcholu čtverce (kde je úhel pouze 90°). Během rotace tak vytvoří obrazec s mírně zaoblenými rohy, které jsou také částmi oblouků elips.

Reuleauxův trojúhelník rotující ve čtverci a elipsa, jejíž část během rotace opisuje střed trojúhelníku
Elipsa ohraničující levý dolní roh oblasti obsažené Reuleauxovým trojúhelníkem během rotace

V jakémkoliv okamžiku rotace se dva vrcholy Reuleauxova trojúhelníku dotýkají dvou sousedních stran čtverce a třetí vrchol se pohybuje po křivce u protějšího vrcholu čtverce. Během rotace obsáhne Reuleauxův trojúhelník přibližně 98,77% plochy čtverce.

## Konstrukce

Konstrukce Reuleauxova trojúhelníku

Reuleauxův trojúhelník může být sestrojen přímo třemi kružnicemi, nebo pomocí rovnostranného trojúhelníku.
Na konstrukci pomocí tří kružnic stačí pouze kružítko a postup je velmi jednoduchý. Nejprve zvolíme libovolné dva body v rovině. Pomocí kružítka narýsujeme kružnici se středem v jednom z bodů, která druhým námi zvoleným bodem prochází. Poté narýsujeme druhou kružnici o stejném poloměru se středem v druhém bodě (která tedy prochází prvním bodem). Nakonec narýsujeme třetí kružnici se stejným poloměrem, která má střed v jednom z průsečíků prvních dvou kružnic (a prochází tak oběma zvolenými body). Průnik tří kruhů ohraničených takovýmito kružnicemi je Reuleauxův trojúhelník.
Můžeme také postupovat tak, že nejprve narýsujeme rovnostranný trojúhelník. Poté narýsujeme část kružnice se středem v jednom vrcholu, která spojuje zbývající dva vrcholy. Když to provedeme se všemi vrcholy, dostaneme Reuleauxův trojúhelník.

## Použití

### Strojírenství
Reuleauxův trojúhelník je součástí mechanismů sloužících k převodu otáčivého pohybu na posuvný. Právě tyto mechanismy studoval Franz Reuleaux. Jsou známy ale i starší případy využití Reuleauxova trojúhelníku ve strojírenství, například některé parní stroje z doby kolem roku 1830 mají vačky tohoto tvaru.
Pro svou schopnost rotace ve čtverci se Reuleauxův trojúhelník využívá u vrtáků pro vrtání téměř dokonale čtvercových děr. Další Reuleauxovy mnohoúhelníky se používají pro vrtání děr ve tvaru pětiúhelníku, šestiúhelníku či osmiúhelníku.
Píst Wankelova motoru má tvar zaobleného trojúhelníku, a tak se často uvádí jako příklad využití Reuleauxova trojúhelníku. Jedná se ale o omyl, neboť píst má tvar jinak zaobleného trojúhelníku.

### Architektura

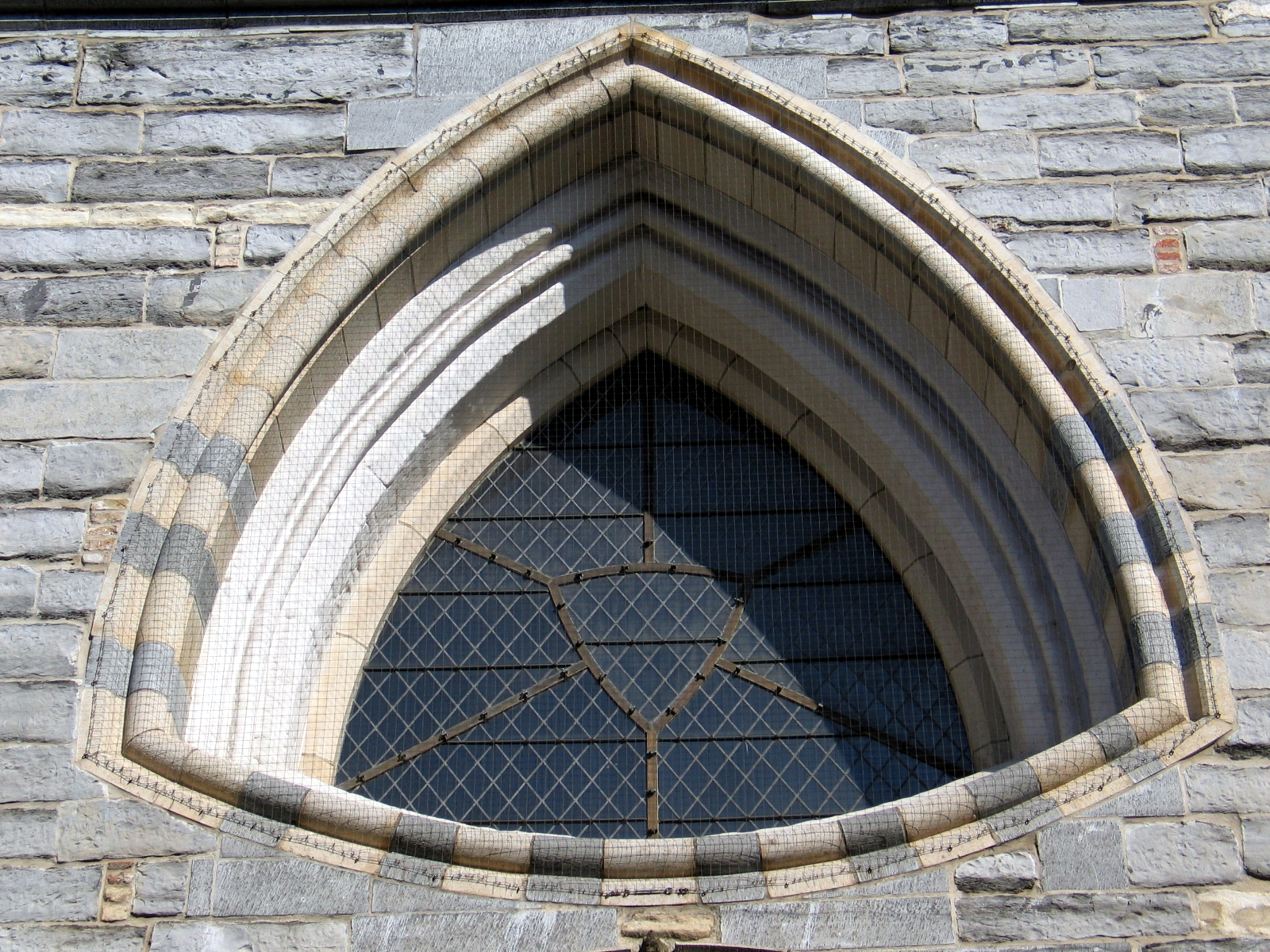
Okno kostela Panny Marie v belgických Bruggách

V gotické architektuře byl Reuleauxův trojúhelník používán jako tvar oken nebo prvek kružby či jiných architektonických dekorací. Můžeme jej nalézt například v Katedrále Narození Panny Marie v Miláně.
Reuleauxův trojúhelník byl a je využíván i jinými architektonickými slohy. Například Leonardo da Vinci jej použil jako návrh tvaru opevnění. Z moderních staveb, které nějakým způsobem využívají tento tvar, můžeme zmínit Donauturm, Torre de Collserola, Mercedes–Benz Museum či KölnTriangle. V mnoha případech užití v moderní architektuře se však jedná o jinak zaoblené trojúhelníky, které jsou odlišné od Reuleauxova trojúhelníku.

### Mapová zobrazení
Jedním z raných použití Reuleauxova trojúhelníku je mapa světa, kterou vytvořil Leonardo da Vinci kolem roku 1514. Kulový povrch Země rozdělil na osm částí a každou z nich zobrazil na Reuleauxův trojúhelník.

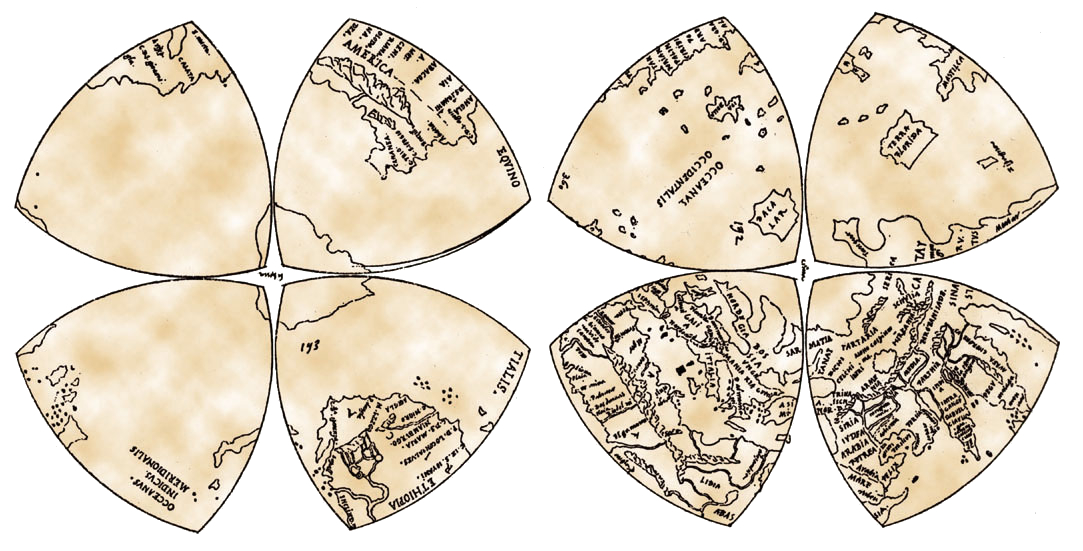
Mapa světa od Leonarda da Vinciho, využívající Reuleauxův trojúhelník

Podobné mapy založené na Reuleauxově trojúhelníku publikoval také Oronce Finé v roce 1551 nebo John Dee roku 1580.

### Ostatní použití

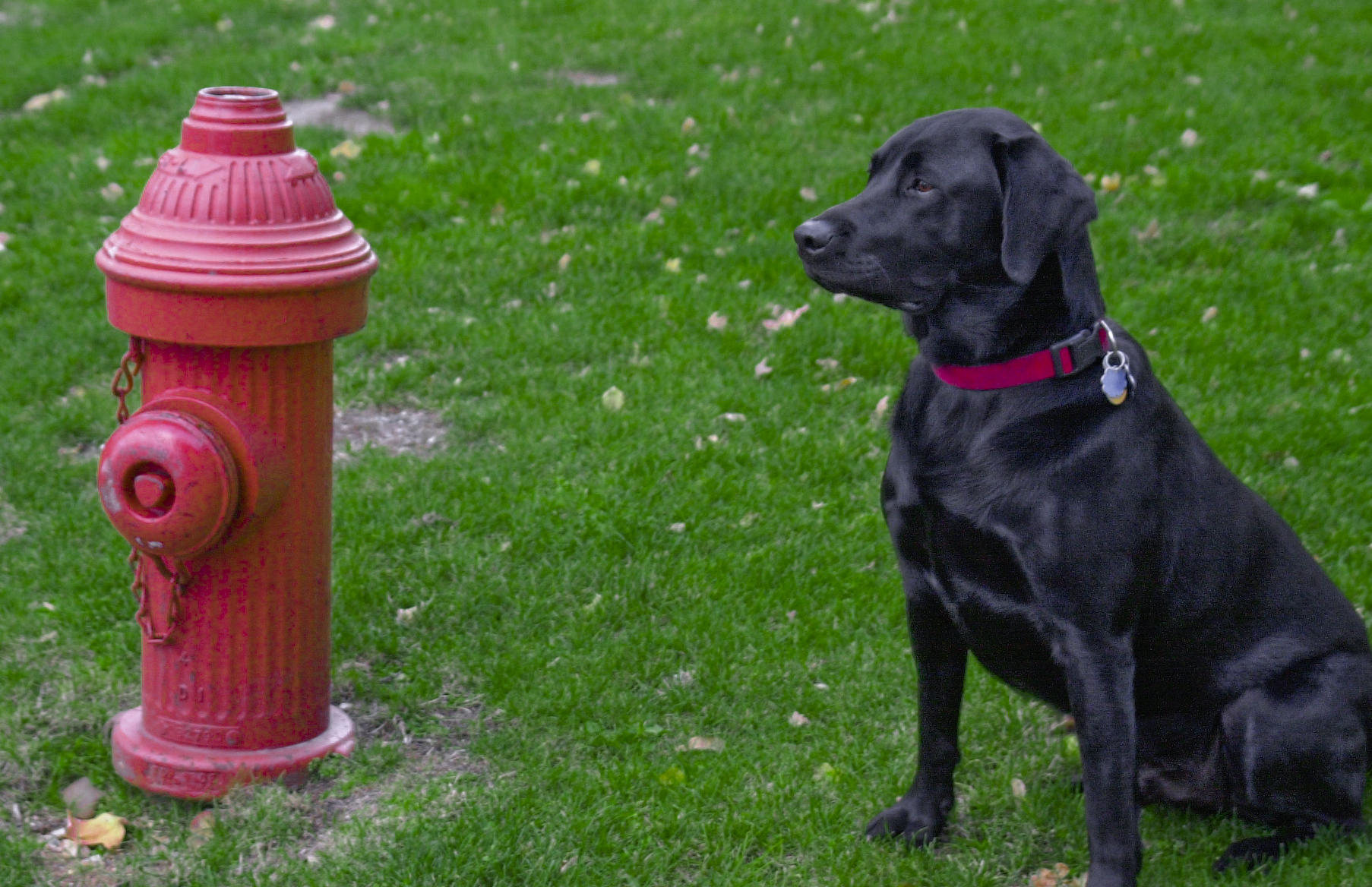
Uzávěr hydrantu

Reuleauxův trojúhelník je zajímavý a přitom jednoduchý tvar, a tak není divu, že jej různé společnosti využívají ve svých logách. Objevil se například v logu již zaniklé belgické ropné společnosti Petrofina či automobilky Lancia. Systém Národních turistických stezek ve Spojených státech používá značky ve tvaru Reuleauxova trojúhelníku.

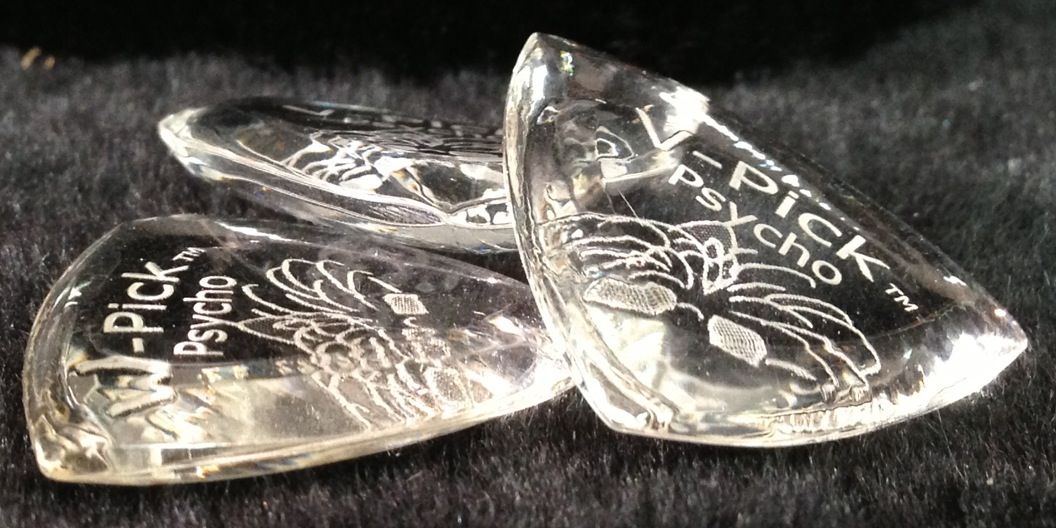
Kytarová trsátka

Tvar Reuleauxova trojúhelníku je používaný pro výrobu trsátek či tužek, které jsou výrobci označovány za pohodlnější a ergonomičtější než běžné tužky tvaru kruhu nebo šestiúhelníku, a navíc mají menší tendenci skutálet se ze stolu (protože jejich těžiště musí při kutálení překonávat větší výškový rozdíl).
Reuleauxův trojúhelník je v některých částech světa používán jako tvar matice uzávěru hydrantů. Běžným klíčem se takové matice dají kvůli své konstantní šířce jen velmi těžko povolit a je třeba mít speciální klíč, kterým disponují hasiči. To umožňuje hasičům hydrant běžně užívat, ale zabraňuje ostatním nezákonným použitím.